# Burgruine Burgstein
Die Burgruine Burgstein ist der Ruinenrest einer Niederungsburg zwischen Hendel- und Kaiserhammer im  Landkreis Wunsiedel im Fichtelgebirge.
Die Burg wurde um 1200 als kleiner Ministerialensitz, vermutlich der Familie von Notthafft, um ein Felsplateau herum errichtet. Johann Theodor Benjamin Helfrecht berichtete von ihr.